# Trophée mondial de course en montagne 2005
Navigation
2004 2006
Le Trophée mondial de course en montagne 2005 est une compétition de course en montagne qui s'est déroulée le 25 septembre 2005 à Wellington en Nouvelle-Zélande. Il s'agit de la vingt-et-unième édition de l'épreuve.

## Résultats
Le parcours féminin junior mesure 4,7 km pour 310 m de dénivelé. Arrivée le matin même de la course, peu après minuit, en raison de problèmes de visa, la Russe Ioulia Motchalova ne se laisse pas décourager et mène la course de bout en bout. Elle s'impose avec 10 secondes d'avance sur la Slovène Mateja Kosovelj, défendant ainsi avec succès son titre. La Turque Hülya Ongun complète le podium.
Le tracé de l'épreuve junior masculine mesure 9,1 km pour 620 m de dénivelé. Le Turc Vedat Günen domine la course et s'impose avec 30 secondes d'avance sur le Mexicain Juan Carlos Carera. L'Italien Martin Dematteis complète le podium,.
La course senior féminine a lieu sur le même parcours que celui des juniors masculins. Annoncée comme grande favorite sur ses terres, la Néo-Zélandaise Melissa Moon peine à gérer la pression. Courant aux avant-postes, elle finit par craquer et termine septième. Sa compatriote Kate McIlroy crée la sensation. Novice dans la discipline et championne de Nouvelle-Zélande en titre, elle prend les devants et s'impose avec une confortable avance de deux minutes devant ses poursuivantes. En lutte avec Anna Pichrtová pour la seconde marche du podium, l'Écossaise Tracey Brindley parvient à battre la Tchèque au sprint final. L'Italie remporte le classement par équipes devant l'Écosse et la République tchèque,.
Le parcours de l'épreuve senior masculine mesure 13,5 km pour 930 m de dénivelé. Ayant à cœur de briller à domicile, le Néo-Zélandais Jonathan Wyatt est présent au départ, malgré le fait que le tracé en montée et descente ne l'avantage pas. Il bénéficie cependant du fait que son plus grand rival Marco De Gasperi est forfait en raison d'une blessure. Prenant les commandes de la course, Jonathan impose un rythme soutenu pour prendre suffisamment d'avance sur ses concurrents. Ne faiblissant pas, il s'envole en tête et remporte son cinquième titre devant son public avec plus de deux minutes d'avance sur ses adversaires. Les Italiens effectuent une course groupée et s'adjugent les places 2 à 4. Gabriele Abate décroche la médaille d'argent pour six secondes devant Davide Chicco. Grâce à leur tir groupé, l'Italie domine le classement par équipes. La Nouvelle-Zélande et la France complètent le podium,,.

### Seniors

#### Courses individuelles
| Rang               | Athlète         | Pays             | Temps       |
| ------------------ | --------------- | ---------------- | ----------- |
| Médaille d'or      | Jonathan Wyatt  | Nouvelle-Zélande | 53 min 23 s |
| Médaille d'argent  | Gabriele Abate  | Italie           | 55 min 35 s |
| Médaille de bronze | Davide Chicco   | Italie           | 55 min 41 s |
| 4                  | Marco Gaiardo   | Italie           | 56 min 8 s  |
| 5                  | Helmut Schiessl | Allemagne        | 56 min 22 s |
| 6                  | Dale Warrander  | Nouvelle-Zélande | 56 min 24 s |
| 7                  | Ricardo Mejía   | Mexique          | 56 min 28 s |
| 8                  | Emanuele Manzi  | Italie           | 56 min 47 s |

| Rang               | Athlète          | Pays               | Temps       |
| ------------------ | ---------------- | ------------------ | ----------- |
| Médaille d'or      | Kate McIlroy     | Nouvelle-Zélande   | 39 min 40 s |
| Médaille d'argent  | Tracey Brindley  | Écosse             | 41 min 42 s |
| Médaille de bronze | Anna Pichrtová   | République tchèque | 41 min 59 s |
| 4                  | Mary Wilkinson   | Angleterre         | 42 min 39 s |
| 5                  | Isabelle Guillot | France             | 42 min 47 s |
| 6                  | Vittoria Salvini | Italie             | 42 min 56 s |
| 7                  | Melissa Moon     | Nouvelle-Zélande   | 43 min 21 s |
| 8                  | Laura Haefeli    | États-Unis         | 43 min 38 s |

#### Courses par équipes
| Rang               | Pays | Points |
| ------------------ | --- | ------ |
| Médaille d'or      | Italie Gabriele Abate (2e) Davide Chicco (3e) Marco Gaiardo (4e) Emanuele Manzi (8e) Alessio Rinaldi (11e) Antonio Molinari (44e)             | 17     |
| Médaille d'argent  | Nouvelle-Zélande Jonathan Wyatt (1er) Dale Warrander (6e) Benjamin Revell (32e) Michael Wakelin (37e) Callum Harland (48e) Phil Costley (49e) | 75     |
| Médaille de bronze | France Julien Rancon (12e) Jean-Christophe Dupont (15e) Thierry Breuil (20e) Arnaud Fourdin (54e) Thierry Icart (60e) Benjamin Dubois (DNF)   | 101    |

| Rang               | Pays | Points |
| ------------------ | --- | ------ |
| Médaille d'or      | Italie Vittoria Salvini (6e) Maria Grazia Roberti (9e) Pierangela Baronchelli (10e) Elisa Desco (25e)   | 25     |
| Médaille d'argent  | Écosse Tracey Brindley (2e) Sula Young (16e) Angela Mudge (20e) Jill Mykura (44e)                       | 38     |
| Médaille de bronze | République tchèque Anna Pichrtová (3e) Pavla Matyášová (19e) Iva Milesová (26e) Martina Čermáková (58e) | 48     |

### Juniors

#### Courses individuelles
| Rang               | Athlète            | Pays    | Temps       |
| ------------------ | ------------------ | ------- | ----------- |
| Médaille d'or      | Vedat Günen        | Turquie | 36 min 48 s |
| Médaille d'argent  | Juan Carlos Carera | Mexique | 37 min 20 s |
| Médaille de bronze | Martin Dematteis   | Italie  | 37 min 28 s |

| Rang               | Athlète           | Pays     | Temps       |
| ------------------ | ----------------- | -------- | ----------- |
| Médaille d'or      | Ioulia Motchalova | Russie   | 21 min 50 s |
| Médaille d'argent  | Mateja Kosovelj   | Slovénie | 22 min 0 s  |
| Médaille de bronze | Hülya Ongun       | Turquie  | 22 min 46 s |

#### Courses par équipes
| Rang               | Pays | Points |
| ------------------ | --- | ------ |
| Médaille d'or      | Turquie Vedat Günen (1er) Ahmet Arslan (4e) Fahri Tunçtan (7e)                                          | 12     |
| Médaille d'argent  | Italie Martin Dematteis (3e) Bernard Dematteis (5e) Diego Scaffidi Ingiona (8e) Andrea Rizzardini (13e) | 16     |
| Médaille de bronze | République tchèque Jan Hamr (6e) David Rosenberg (14e) Martin Zapalač (21e) Lukáš Pazdera (46e)         | 41     |

| Rang               | Pays                                                                 | Points |
| ------------------ | -------------------------------------------------------------------- | ------ |
| Médaille d'or      | Slovénie Mateja Kosovelj (2e) Lucija Krkoč (4e) Suza Mladenovic (5e) | 6      |
| Médaille d'argent  | Russie Ioulia Motchalova (1re) Natalia Nemkina (11e)                 | 12     |
| Médaille de bronze | Turquie Hülya Ongun (3e) Narin Sağlam (10e) Melike Uçar (23e)        | 13     |